# Agerumslade
En agerumslade er en lade, som man kan køre hele vognlæs ind og losse høet på stængerne. I stedet for, som tidligere at skulle slæbe hver enkel tot hø igennem hele laden, for at lægge det på stængerne. Navnet er lånt fra sidegangen, hvor høstvognene kørte igennem. Agerumsalaten er sandsynligvis importeret fra Nederlanderne i 1500-tallet, først på de store adelsjorde og herregårde.